# شينغ مينغ
شينغ مينغ (27 فبراير 1998 بمحافظة كوه كونغ في كمبوديا - ) هو لاعب كرة قدم كمبودي في مركز الوسط. شارك مع منتخب كمبوديا تحت 21 سنة لكرة القدم ومنتخب كمبوديا لكرة القدم. أما مع النوادي، فقد لعب مع Nagaworld FC ‏.

## وصلات خارجية
- شينغ مينغ على موقع ناشيونال فوتبول تيمز (الإنجليزية)